# Мбакве, Тревор
Тревор Мбакве (англ. Trevor Mbakwe; род. 24 января 1989, Сент-Пол, штат Миннесота, США) — американский профессиональный баскетболист и тренер, игравший на позиции центрового.

## Игровая карьера
В первые студенческие годы Мбакве играл в командах колледжей в Висконсине и Майами, но в 2010 году вернулся в колледж родного штата. В университете Миннесоты Тревор тренировался под руководством одного из лучших тренеров студенческих команд — Табби Смита. Он смог раскрыть главный талант Мбакве — под руководством Смита Тревор уже в своём первом сезоне за университет Миннесоты стал лучшим по количеству подборов за игру в конференции Big Ten. Всего же в матчах за студенческую команду он совершил 327 подборов, что стало третьим результатом в истории университета.
Не став выбранным на драфте НБА 2013 года, Мбакве отправился в Европу. Первой профессиональной командой Тревора стал римский «Виртус». В последнем матче 1/4 финала плей-офф сезона 2013/2014 против «Канту», Мбакве сделал 20 подборов, 9 из которых на чужом щите, и 5 блок-шотов.
В сезоне 2014/2015 Мбакве выступал в составе «Брозе», с которым стал чемпионом Германии.
В июле 2015 года Мбакве перешёл в «Маккаби» (Тель-Авив).
Перед началом сезона 2016/2017 Мбакве перешёл в «Уникаху». Начав тренировки с командой, Тревор пожаловался на дискомфорт в коленных суставах. Испанский клуб провёл тщательное обследование и решил, что Мбакве не выдержит плотный график игр команды и расторг с ним контракт.
В ноябре 2016 года Мбакве продолжил карьеру в «Зените». В 26 играх Единой лиги ВТБ набирал в среднем 4,3 очка, 3,9 подбора и 0,7 передачи. В 12 играх Еврокубка Тревор отметился статистикой в 4,5 очка и 4,1 подбора.
В июле 2017 года Мбакве стал игроком «Ауксилиум Торино».
В сезоне 2018/2019 Мбакве выступал за «Ризен Людвигсбург», «Осака Ивесса» и АЕК.

## Тренерская карьера
В июне 2020 года Мбакве начал тренерскую карьеру, став ассистентом главного тренера команды частной школы Бенилд-Сейнт Маргарет в Миннесоте.

## Достижения
- Бронзовый призёр Единой лиги ВТБ: 2016/2017
- Чемпион Германии: 2014/2015
- Бронзовый призёр чемпионата России: 2016/2017
- Обладатель Кубка Италии: 2018